# Tiedong, Anshan
Tiedong är ett stadsdistrikt och säte för stadsfullmäktige i Anshan i Liaoning-provinsen i nordöstra Kina. Det ligger omkring 86 kilometer sydväst om provinshuvudstaden Shenyang. 